# Hebeloma sordescens
Hebeloma sordescens là một loài nấm ở Hymenogastraceae.